# 다테바야시번
다테바야시 번(일본어: 館林藩 타테바야시한[*])은 고즈케국 오라군에 위치한 번으로서 도쿠가와씨와 관련이 깊다. 후다이 다이묘가 다스릴 적엔 한때는 11만석을 보유한 경우도 있었다. 고료덴(도쿠가와 고산케 다음으로 가격이 높은 신판 다이묘) 도쿠가와 쓰나요시와 그 아들 도쿠마쓰가 다스린 시절에는 예외적으로 25만석을 보유하였다. 번청은 다테바야시성(지금의 군마현 다테바야시시 시로정).

## 번의 역사
오다와라 정벌 후, 칸토에 입부한 도쿠가와 이에야스는 도쿠가와 4천왕의 한 사람인 사카키바라 야스마사에게 다테바야시 10만석을 주었다. 이것이 다테바야시번의 입번이다. 야스마사는 검지나 다테바야시성의 확장 공사, 또한 조카마치 정비나 치수 공사, 닛코와키 왕환 등의 가도 신설 등에 진력해, 번정의 기초를 굳혔다. 야스마사는 게이초 5년 (1600년) 세키가하라 전투에서 도쿠가와 히데타다 군에 속해 사나다 마사유키와 싸웠다. 전후, 야스마사는 가증 이동의 이야기도 있었지만, 다테바야시는 에도와 가까워서 여러가지로 형편이 좋다고 하는 이유로, 이것을 거절했다. 야스마사 사후 뒤를 이은 야스카츠는 오사카 전투에서 전공을 세웠으나, 직후인 겐나 원년 (1615년) 5월 27일, 후계자 없이 사망했다. 이로 인해 사카키바라가는 단절 위기에 놓였지만, 막부는 유서 깊은 사카키바라가의 가명이 끊기는 것을 아쉬워하며 야스마사의 손자로 오스카가(大須賀家)를 이은 타다츠구를 야스카츠의 양사자로 대를 잇게 했다. 타다츠구는 겐나 2년 (1616년) 1월에 이에야스로부터 마츠다이라의 성을 평생토록 사용하라는 허락을 받았기 때문에, 마츠다이라 타다츠구라고도 불린다. 간에이 2년 (1625년) 12월 11일에 1만석의 가증을 받았다. 간에이 20년 (1643년) 7월 4일, 타다츠구가 무츠 시라카와번으로 이동하자, 다테바야시번은 폐번되고 번령은 공의어료 (막부 직할지)가 되었다.
이듬해 2월 28일, 토토미 하마마츠번에서 마츠다이라 노리나가가 6만석으로 들어오면서 다시 다테바야시번을 입번했다. 조오 3년 (1654년) 1월 26일, 노리나가가 사망해 아들 마츠다이라 노리히사가 뒤를 이었다. 이때, 노리히사는 동생 노리마사에게 5천석을 분봉해주었기 때문에, 5만 5천석이 되었다. 그리고 간분 원년 (1661년) 윤8월 3일, 노리히사는 시모우사 사쿠라번으로 이동했고, 대신 4대 쇼군 도쿠가와 이에츠나의 셋째 동생인 츠나요시가 25만석으로 다테바야시 번주가 되었다. 다만, 이 때의 다테바야시번주는 에도 죠후에서, 츠나요시는 에도의 칸다 어전에 거주했다. 엔호 8년 (1680년)에 이에츠나가 사망하자, 츠나요시는 그 뒤를 이어 5대 쇼군이 되었다. 이 때문에 츠나요시의 아들 토쿠마츠가 쇼군 후계자 인채로 다테바야시번을 계승했지만, 토쿠마츠는 덴나 3년 (1683년) 윤5월 28일에 4살의 나이로 요절했기 때문에, 다테바야시번은 다시 폐번, 번령은 공의어료로 돌아갔고, 이때 다테바야시성이 파각되었다.
호에이 4년 (1707년) 1월 11일, 츠나요시의 조카로 쇼군 후계자가 되어있던 도쿠가와 츠나토요 (후의 6대 쇼군 도쿠가와 이에노부)의 동생 마츠다이라 키요타케가 2만 4천석으로 들어왔다. 그 후, 호에이 7년과 쇼토쿠 2년, 두 차례에 걸쳐 고쿠다카가 추가되어 5만 4천석이 되었다. 3대 번주 타케치카의 대인 교호 13년 (1728년) 9월, 무츠 타나구라번으로 옮겨졌다. 대신 와카도시요리인 오타 스케하루가 5만 석으로 들어오지만, 교호 19년 (1734년) 9월에 오사카 죠다이가 되었기 때문에, 다시 오사카 주변으로 옮기게 되어서, 다시 다테바야시번은 폐번되었다. 겐분 5년 (1740년) 5월, 스케하루의 아들 스케토시가 5만석으로 들어와 다시 다테바야시번이 입번되었지만, 엔쿄 3년 (1746년) 9월 25일에 토토미 카케가와번으로 이동하고, 대신 니시노마루 노중이었던 타케치카가 5만 4천석으로 다시 들어왔다. 이듬해, 타케치카는 혼마루 노중으로 승진하여, 메이와 6년 (1769년) 12월 1일에 7천석의 가증을 받아 6만 1천석의 소령을 보유하게 되었다. 3대 번주 나리아츠의 대인 덴포 7년 (1836년) 3월, 오치 마츠다이라가는 이와미 하마다번으로 이동했다.
대신 타나구라에서 이노우에 마사하루가 6만석으로 들어왔다. 그러나 고카 2년 (1845년) 11월, 토토미 하마마츠번으로 이동하여, 대신 데와 야마가타번에서 아키모토 유키토모가 6만석으로 들어왔다. 유키토모는 민정에 주력하고, 문무 장려 등을 실시해 번정 개혁에 성공을 거두었다. 또한, 쵸슈번과도 인척관계였기 때문에 히타치 미토번과 함께 칸토에서 존황양이파의 급선봉이 되었다. 그런데 이것이 막부의 혐의를 초래하여, 겐지 원년 (1864년) 7월, 금문의 변으로 쵸슈번이 교토로부터 구축되어 조적(朝敵)이 되자, 유키토모는 강제 은거를 당하고, 같은 해 10월 27일에 가독을 양사자인 히로토모에게 넘겼다.
메이지 원년 (1868년)의 보신전쟁에서는, 늦게 참전한 것을 책망받았으나, 금 2만냥을 헌상함에 따라 용서받고, 정부군의 일원으로 오우 정벌에 군공을 세웠다. 이에 따라, 이듬해 고쿠다카 1만석이 추가 되었다. 예조는 같은 해의 판적봉환으로 번지사가 된다. 메이지 4년 (1871년)의 폐번치현으로 다테바야시번은 폐번되어, 다테바야시현, 도치기현을 거쳐 메이지 9년 (1876년)에 군마현에 편입되었다.
도쿠가와가와 깊은 관계를 가진 번이면서도 번주의 장기 지배가 없어, 폐번・공의어료가 되는 경우도 적지 않았던 비교적 불안정한 번이었다.

## 역대 번주

### 사카키바라 가문
후다이 다이묘 10만석 → 11만석
1. 야스마사 (정4위, 식부대보)
2. 야스카츠 (종5위하, 토토미노카미)
3. 타다츠구 (종4위하, 식부대보 겸 시종)

전봉 후에 공의어료(公儀御料)

### 오규 마츠다이라 가문
후다이 다이묘 6만석 → 5만 5천석
1. 노리나가 (종5위하, 이즈미노카미)
2. 노리히사 (종5위하, 이즈미노카미)

### 도쿠가와 가문
신판 다이묘 (고료덴), 25만석
1. 쓰나요시 (정3위, 참의)
2. 도쿠마쓰

단절 후에 공의어료(公儀御料)

### 오치 마츠다이라 가문
신판 다이묘 (고카몬), 2만 4천석 → 3만 4천석 → 5만 4천석
1. 키요타케 (종4위하, 우근장감(右近将監))
2. 타케마사 (종5위하, 히고노카미)
3. 타케치카 (종4위하, 우근장감 겸 시종)

### 오오타 가문
후다이 다이묘, 5만석
1. 스케하루 (종4위하, 빗츄노카미)

일시 전봉, 그 기간동안은 공의어료
1. 스케토시 (종5위하, 셋츠노카미)

### 오치 마츠다이라 가문
신판 다이묘 (고카몬), 5만 4천석 → 6만 1천석
1. 타케치카
2. 타케히로 (우근장감)
3. 나리아츠 (종4위상, 우근장감 겸 소장)

### 이노우에 가문
후다이 다이묘, 6만석
1. 마사하루 (종4위하, 카와치노카미 겸 시종)

### 아키모토 가문
후다이 다이묘, 6만석 → 7만석
1. 유키토모 (종4위하, 타지마노카미)
2. 히로토모 (종5위하, 타지마노카미)

## 막부 말기의 영지
- 데와국 (우젠국)
  - 무라야마군 중 39개 마을 (그 중 2개 마을은 1차 사카타현에 편입)
- 코즈케국
  - 닛타군 중 1개 마을
  - 오라군 중 43개 마을
- 시모츠케국
  - 츠가군 중 3개 마을 (모오카치현사에 편입)
  - 아소군 중 1개 마을 (모오카치현사에 편입)
- 카와치국
  - 탄난군 중 10개 마을 (그 중 1개 마을을 사카이현에 편입)
  - 탄보쿠군 중 16개 마을 (그 중 13개 마을을 사카이현, 3개 마을을 탄난번에 편입)
  - 야카미군 중 11개 마을 (사카이현에 편입)

메이지 유신 후에 닛타군에 10개 마을 (구 이와하나현 6개 마을, 구 하타모토령 4개 마을), 야마다군 16개 마을 (구 이와하나현 15개 마을, 구 하타모토령 2개 마을, 구 사노번령 1개 마을), 오라군 57개 마을 (구 이와하나현 50개 마을, 구 마에바시번령 9개 마을), 야와타군 28개 마을 (구 하타모토령 26개 마을, 구 타카토미번령 5개 마을, 구 코가번령 3개 마을, 구 아시카가번령 2개 마을), 탄난군 1개 마을 (구 하타모토령)이 추가 되었다. 또한, 상급(相給)이 있기 때문에 마을의 숫자 합계는 일치하지 않는다.